# M3a
 TGOJ Littera M3a var fyra stycken ånglok inom Trafikaktiebolaget Grängesberg–Oxelösunds Järnvägar (TGOJ) som var av typen tanklok. De levererades ursprungligen till Frövi–Ludvika Järnväg (FLJ) under perioden 1928-1930 som FLJ littera M med individnummer 101-104. År 1931 uppgick FLJ i TGOJ och loken omlittererades till M3a.  Tillverkare var Nydqvist och Holm AB (NOHAB). M3a-loken var trecylindriga ånglok, så kallade trillingar, och var i princip tankloksversionen av TGOJ littera M3. Ett M3a-lok (individnummer 101) finns bevarat i driftsdugligt skick hos Grängesbergsbanornas Järnvägsmuseum (GBBJ).

## Tabell för huvuddata
Värdena i tabellen, utom den indikerade effekten, är hämtade från TGOJ-Ånglok. Den indikerade effekten (1062 ihk) är i tabellen avrundad till tre siffrors noggrannhet och är beräknad enligt Lokomotivlära. Värdet gäller vid den gynnsammaste hastigheten (54,5 km/h), och vid en normal rostansträngning. Beräkningen antar att M3a-loket saknade matarvattenförvärmare.
| ALLMÄNT     | ALLMÄNT         | PRESTANDA              | PRESTANDA         | PRESTANDA                 | CYLINDRAR | CYLINDRAR       | CYLINDRAR        | CYLINDRAR      | PANNA          | PANNA         | PANNA                   | PANNA               | VIKTER               | VIKTER                  | VIKTER                    | VIKTER                   | DIMENSIONER              | DIMENSIONER             | DIMENSIONER    | DIMENSIONER           | FÖRRÅD              | FÖRRÅD            |
| Axel- följd | Spår- vidd (mm) | Indikerad effekt (ihk) | Drag- kraft (ton) | Tillåten hastighet (km/h) | Antal     | Dia- meter (mm) | Slag- längd (mm) | Slid- styrning | Rost- yta (m2) | Eld- yta (m2) | Överhett- ningsyta (m2) | Ång- tryck (kg/cm2) | Material- vikt (ton) | Tjänste- vikt (c) (ton) | Adhesions- vikt (c) (ton) | Största- axeltryck (ton) | Drivhjuls- diameter (mm) | Löphjuls- diameter (mm) | Hjul- bas (mm) | Längd ö. buffert (mm) | Vatten- förråd (m3) | Kol- förråd (ton) |
| D1          | 1435            | 1060                   | 12,0 (a)          | 55                        | 3         | 450             | 660              | Okänd (b)      | 2,5            | 129,4         | 35,9                    | 12                  | 60,8                 | 80,4                    | 65,6                      | Okänd                    | 1295                     | Okänd                   | 7350           | 13250                 | 10,5                | 3,2               |

(a) Värdet är troligtvis beräknat enligt Lokomotivlära med en förenklad formel som speglar lokets dragkraft vid låga hastigheter.

(b) Slidstyrningen var troligtvis enligt Walschaerts system.

(c) Gäller vid fulla vatten- och kolförråd.

## M3a-lokets teoretiska prestanda vid olika hastigheter
Värdena i tabellen är beräknade enligt Lokomotivlära och gäller vid en normal rostansträngning och utan förvärmning av matarvattnet. Med normal rostansträngning menas en påeldning av 500 kg stenkol per kvadratmeter rostyta och timme, där stenkolets värmevärde är 7000 kcal/kg. Vid låga hastigheter begränsas dragkraftsutvecklingen av maskinkraften vid 75% cylinderfyllning. Vid högre hastigheter begränsas dragkraftsutvecklingen av pannans ångbildningsförmåga. Dragkrafterna gäller vid lokets drivhjulsperiferi.
|                        | På grund av maskinkraften | På grund av maskinkraften | På grund av pannans ångbildningsförmåga | På grund av pannans ångbildningsförmåga | På grund av pannans ångbildningsförmåga | På grund av pannans ångbildningsförmåga | På grund av pannans ångbildningsförmåga | På grund av pannans ångbildningsförmåga | På grund av pannans ångbildningsförmåga | På grund av pannans ångbildningsförmåga | På grund av pannans ångbildningsförmåga |
| Hastighet (km/h)       | 7,3                       | 14,6                      | 15                                      | 20                                      | 25                                      | 30                                      | 35                                      | 40                                      | 45                                      | 50                                      | 55                                      |
| Varvtal (varv/s)       | 0,50                      | 1,00                      | 1,02                                    | 1,37                                    | 1,71                                    | 2,05                                    | 2,39                                    | 2,73                                    | 3,07                                    | 3,41                                    | 3,76                                    |
| Indikerad effekt (ihk) | 387                       | 737                       | 730                                     | 815                                     | 881                                     | 935                                     | 980                                     | 1012                                    | 1038                                    | 1055                                    | 1062                                    |
| Verkningsgrad          | 0,900                     | 0,900                     | 0,895                                   | 0,890                                   | 0,883                                   | 0,877                                   | 0,870                                   | 0,862                                   | 0,853                                   | 0,843                                   | 0,834                                   |
| Dragkraft (ton)        | 12,9                      | 12,3                      | 11,8                                    | 9,8                                     | 8,4                                     | 7,4                                     | 6,6                                     | 5,9                                     | 5,3                                     | 4,8                                     | 4,3                                     |